# Connexine
Les connexines, ou protéines de jonctions communicantes (Gap Junction proteins), constituent une famille de protéines transmembranaires, qui ont une structure similaire, et qui s'assemblent pour former les jonctions communicantes (ou nexus) des vertébrés. Il existe actuellement 21 types de connexines connues.  
Les protéines qui jouent un rôle similaire chez les invertébrés sont appelées des innexines.

## Structure
Une connexine est une protéine transmembranaire d'environ 26 à 60 kDa. Une protéine de connexine est formée de 4 hélices α transmembranaires, au comportement hydrophobe. Les coudes entre les hélices (extracellulaires et cytosoliques) ont un comportement hydrophile. Les extrémités NH2 et COOH sont intracellulaires. Chaque connexine comporte environ 180 acide aminés. Le gène dont elle est issue est situé, chez l'être humain, dans le grand bras du chromosome 13.
Chaque jonction communicante est composée de deux "demi-canaux" (hemichannels), ou connexons, dont chacun est lui-même constitué de six molécules de connexines.
Il existe différentes connexines suivant leur poids. 
- Connexine 26 (kDa) : Présente en très grande quantité au niveau du foie et de l'oreille.
- Connexine 32 : Présente dans le foie et les oligodendrocytes
- Connexine 33: Présente au niveau des cellules de Sertoli
- Connexine 43 : Dans les muscles lisses du type utérin, dans le myocarde, l'intestin, l'endothélium vasculaire. La connexine 43 joue également un rôle clé lors du développement embryonnaire.
- Connexine 40/43/45 : Constitues les jonctions communicantes des striations longitudinales des muscles cardiaque en permettant d'une part la transmission de l'excitation entre les cellules cardiaques à partir des cellules de Purkinje et d'autre part la synchronisation de la contraction

## Rôles
Ces connexines sont essentielles pour un grand nombre de processus physiologiques, tels que la dépolarisation coordonnée du muscle cardiaque, le développement correct de l'embryon, ou la coordination de l'activité de la microcirculation sanguine. On comprend dès lors que les mutations affectant des gènes encodant des connexines puissent conduire à des anomalies fonctionnelles ou développementales.
L'interaction de six molécules de connexines permet la formation d'un connexon. Il existe une vingtaine de connexines différentes permettant la formation de différents connexons aux propriétés relativement similaires. Plusieurs connexines différentes peuvent coexister dans un même connexon.
C'est l'assemblage de deux connexons qui se font face, chacun appartenant à deux cellules différentes, qui permet la formation de la jonction (canal transmembranaire). 